# おやすみ オポチュニティ
『おやすみ オポチュニティ』は、ライアン・ホワイトが監督、アンジェラ・バセットがナレーターを務め、2022年に公開されたアメリカのドキュメンタリー映画。2022年9月3日、テルライド映画祭でワールドプレミア上映が開催された。2022年11月23日のPrime Videoでの配信開始に先立って、2022年11月4日にAmazonスタジオにより限定上映された。

## あらすじ
Oppyの愛称で呼ばれる火星探査車、オポチュニティの物語。2003年に打ち上げられ、予定されていた運用期間はわずか90火星日だったが、ほぼ15年火星探査を行った。映画は主に科学者と技術者の記録映像やインタビュー映像、水を探して火星を巡った探査車の旅の再現から構成されている。

## 製作
2019年、Film 45はオポチュニティの物語を伝えるため、スティーブン・スピルバーグの会社であるアンブリン・テレビジョンと手を組んだ。2020年3月、Film 45のブランドン・キャロルはプロジェクトについて議論するため、ライアン・ホワイトとプロデューサーであるジェシカ・ハーグレーヴに会った。2020年11月、映画制作者たちは17分のシズルリールを準備し、配給業者の候補に話を持ちかけた。2021年3月、アマゾンスタジオ、Film 45、アンブリン・テレビジョン、Tripod Mediaが、火星探査者オポチュニティをテーマとした映画『おやすみ オポチュニティ』を共同製作する予定であることを発表した。映画は2021年11月にAmazonスタジオに買い取られ、翌月には完成した。
映画のナレーションはアンジェラ・バセット、映像演出はインダストリアル・ライト&マジックが務め、記録映像はNASAとジェット推進研究所から提供された。脚本は、監督のライアン・ホワイトと編集のヘレン・カーンズが書いた。

## 音楽
映画の中で使用された音楽は、ブレイク・ニーリーによるものである。 他にも、ビートルズのヒア・カムズ・ザ・サン、The B-52'sのRoam、ABBAのSOS、カトリーナ・アンド・ザ・ウェイヴスのウォーキング・オン・サンシャイン、ワム!のウキウキ・ウェイク・ミー・アップといったポップソングも使用された。

## 公開
『おやすみ オポチュニティ』は2022年9月3日のテルライド映画祭でプレミア公開され、2022年9月12日のトロント国際映画祭でアメリカ国外で初めて公開された。2022年11月4日にアメリカ国内の映画館で公開され、2022年11月23日からPrime Videoで配信された。

## 作品の評価
Rotten Tomatoesでは、『おやすみ オポチュニティ』に対する92個のレビューに基づく支持率は87%で、評価は10点満点中7.4点である。「もっと啓蒙的な宇宙探査に関するドキュメンタリーはあるが、だからといって『おやすみ オポチュニティ』の宇宙に対する分かりやすい畏怖が損なわれることはない」というのがRotten Tomatoes上の批評家の総意である。Metacriticでは、『おやすみ オポチュニティ』に対する評価は20個の批評に基づく加重平均で100点満点中65点であり、「概ね好意的なレビュー」であることを示している。
ニューヨーク・タイムズのベン・ケニグスベルクは、「ロボットが老朽化する様子を関節痛や記憶の欠落を経験することとして描写するのは可愛らしすぎるかもしれないが、『おやすみ オポチュニティ』の最後には、オポチュニティとスピリットはR2-D2やWall-Eと同じくらい愛すべきキャラクターになった」と書いた。ワシントン・ポストのマイケル・オサリヴァンは、映画を星4個中2.5個で評価し、「これはとても気持ちの良い、小さな物語だ。Oppyはあなたに、OppyがNASAの家族にはっきり抱いているのと同じような、暖かくふわふわした満足感を教えてくれるだろう」と書いた。
ペーストのアウロラ・アミドンは、映画について「センチメンタルだが過度であることはほとんどなく、見ていて眩しく、時折はらはらさせるスリラー映画のようになり、挙げ句の果てに、とても教育的である」と書いた。RogerEbert.comのマット・ゾラー・サイツは、映画を星4つ中3つで評価し、「オポチュニティが見て成し遂げたことの重大さを伝えるために、ホワイトは最初から最後まで工夫を凝らして商業的な映画制作を行なった。そのやり方は、1980〜90年代に素晴らしい興行収入をあげていた、あらゆる年代が楽しめる夏の大ヒット作品に見られる」と書き、「ブレイク・ニーリーによる音楽は、ジョン・ウィリアムズが手がける魔法のように不思議な音楽に似た雰囲気がある」と加えた。
『おやすみ オポチュニティ』は、第7回クリティクス・チョイス・ドキュメンタリー・アワードでドキュメンタリー映画賞に選ばれた
。